# Compressieverband

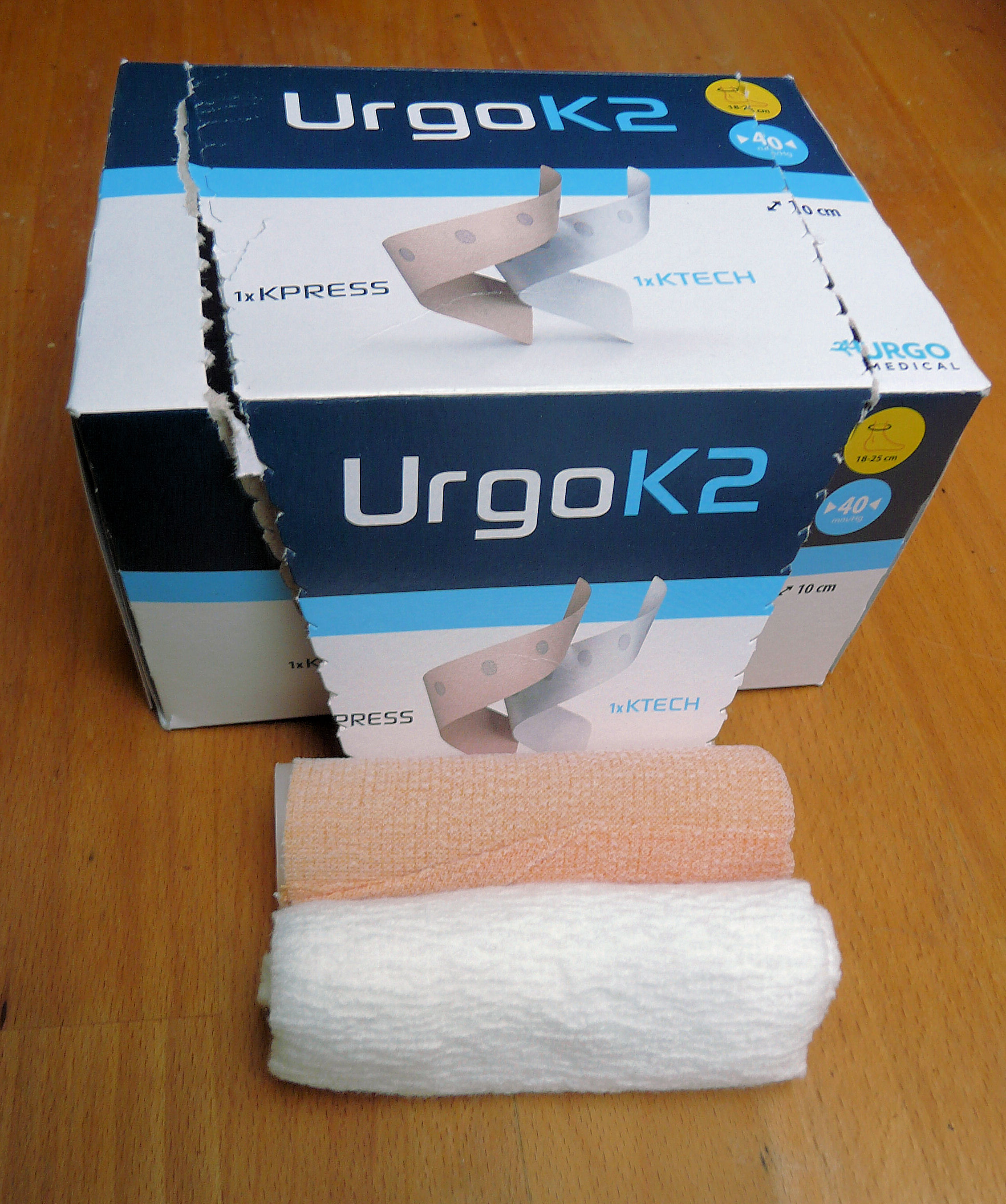
Compressieverband met 49 mmHg en markeringsysteem

Een compressieverband, drukverband of gaaskompres is een verband dat door middel van  zwachtelen wordt aangelegd, dat ervoor zorgt dat er veel druk op het onderliggende weefsel staat en waarmee oedeem wordt tegengegaan.
Compressieverbanden worden onder meer bij sportblessures gebruikt. In de dermatologie wordt het bij veneuze insufficiëntie en open benen gebruikt om de bloedcirculatie te verbeteren. Daarvoor wordt ambulante compressietherapie gebruikt.

## Websites
- Maastricht UMC+. Compressie therapie. Wat is (ambulante) compressie therapie?
- VUmc. Compressieverband. gearchiveerd, patiëntenfolder
- Witte Kruis. Urgo k2 zwachtelen.